# Стејгер (Илиноис)
Стејгер (енгл. Steger) град је у америчкој савезној држави Илиноис.

## Демографија
По попису из 2010. године број становника је 9.570, што је 112 (-1,2%) становника мање него 2000. године.
| Група             | 2000.         | 2010.         |
| Белци             | 8.053 (83,2%) | 6.103 (63,8%) |
| Афроамериканци    | 610 (6,3%)    | 1.869 (19,5%) |
| Азијати           | 47 (0,5%)     | 96 (1,0%)     |
| Хиспаноамериканци | 781 (8,1%)    | 1.357 (14,2%) |
| Укупно            | 9.682         | 9.570         |